# Vozvraixtxenie s orbiti
Vozvraixtxenie s orbiti (rus: Возвращение с орбиты, Retorn d'òrbita) és una pel·lícula de ciència-ficció soviètica de 1984 dirigida per Aleksandr Surin. Presentava escenes filmades en òrbita a bord Estació espacial Saliut 7 i nau espacial Soiuz T-9.

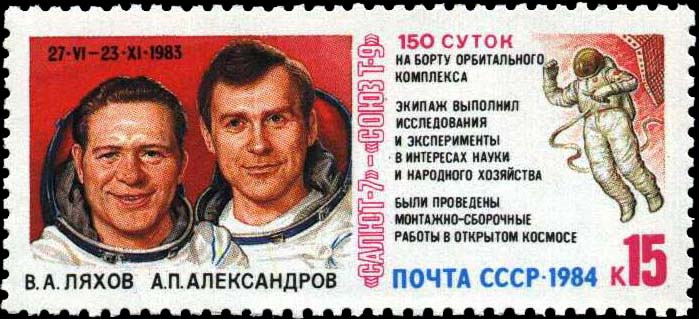
L'equip va pujar al Saliut 7 per la pel·lícula

La pel·lícula representa un accident en una estació orbital on una tempesta de meteorits provoca una lesió mortal al comandant de la missió que requereix un retorn d'emergència a la Terra. S'envia un equip experimentat per evacuar la tripulació i reparar l'estació, però s'enfronta a un altre incident greu que posa en greu perill la seva pròpia vida.

## Argument
Els cosmonautes Pavel Kuznetsov i Viatxeslav Mukhin són amics de fa temps que van venir a formar un equip excepcional. En la seva primera missió espacial, el coet falla espectacularment, però la seva nau és expulsada a la seguretat pel sistema d'escapament de llançament. Estan commocionats per l'experiència, però decidits a fer un altre intent.
Com que el nou llançament està programat en breu, Kuznetsov s'assabenta de la mort sobtada de la seva dona. Devastat, presenta la seva renúncia i deixa Baikonur per cuidar la seva filla petita. Mukhin es posa al dia amb el seu tren nocturn i intenta fer que Pavel ho reconsideri, sense èxit. Sortint d'una estació del desert, Mukhin truca a la seva xicota Saixa i inesperadament li proposa matrimoni.
L'endemà al matí, Mukhin es llança amb èxit a l'espai en una tripulació amb un comandant de la missió de reserva. Kuznetsov escolta l'anunci a la ràdio, i el seu company de viatge l'anomena un passeig fàcil per a la fama i les medalles. Pavel li recorda els perills dels vols espacials i que la tripulació potser no torni mai a casa.
A l'estació orbital, la pluja de meteors provoca un curtcircuit que desactiva els sistemes elèctrics crítics. El company de tripulació de Mukhin està greument ferit mentre intentava reparar el dany. Cal un retorn d'emergència, però el sistema d'acoblament està desactivat, deixant la tripulació a la seva nau espacial Soiuz-T.
Kuznetsov és rastrejat fins al seu tren i se li ordena que torni al servei. Amb l'assignació d'un nou enginyer de vol per muntar la missió de rescat, Pavel atraca al costat oposat de l'estació. Va a l'espai fins a la nau espacial encallada i ajuda a Mukhin a arrossegar el cosmonauta inconscient per l'espai obert. Els companys de la tripulació de seguretat fan un aterratge d'emergència, mentre Kuznetsov i Mukhin es reuneixen com a equip. Reparen amb èxit l'estació i es preparen per tornar a la Terra.
Quan desenganxen la seva nau espacial, una altra pluja de meteors danya el blindatge i desactiva els motors d'orientació. L'aire es va drenant ràpidament de la cabina, de manera que els cosmonautes segellen els seus vestits i activen el subministrament d'oxigen de reserva, que només durarà 12 hores.
El major general Sviridov, el cap del Centre de Formació dels Cosmonautes, s'ofereix voluntari per a una perillosa missió de rescat. S'acosta a la nau espacial discapacitada, que gira sense control, i fa diversos intents d'acoblament sense èxit, gairebé es queda sense combustible.
Kuznetsov surt a l'exterior de la nau espacial i atura la rotació amb un motor de coets improvisat que Mukhin va muntar a partir de peces de recanvi. Mentre Pavel intenta connectar la mànega d'aire de la seva nau als tancs d'oxigen de reserva de la nau espacial de Sviridov, el seu subministrament d'aire s'esgota. Mukhin redirigeix el seu propi subministrament al sistema del seu amic, condemnant-se a una mort segura.

## Repartiment
- Juozas Budraitis - Coronel d'Aviació Naval Pavel Kuznetsov
- Vitali Solomin - enginyer de vol Vyacheslav Mukhin
- Aleksandr Porokhovxtxikov - Major General d'Aviació Aleksei Evgenievitx Sviridov
- Tamara Akulova - Saixa, la xicota de Mukhin
- Igor Vasiliev - controlador de la missió
- Liubov Sergueievna Sokolova - Sofia Petrovna, sogra de Kuznetsov
- Igor Dmitriev - El company de viatge de Kuznetsov al tren
- Valeri Iurchenko - Valeri Romanov, company de tripulació de Mukhin

## Producció
La pel·lícula inclou escenes rodades a l'estació espacial soviètica Salyut 7 i la nau espacial Soyuz T-9 pels cosmonautes Vladimir Liàkhov i Aleksandr Aleksandrov.
Algunes escenes es van rodar al Centre de Formació de Cosmonautes Iuri Gagarin i al Centre de Control de Missió de RKA.

## Premis
La pel·lícula va rebre un premi especial i un diploma l'any 1984 al 17è Festival de Cinema de Tota la Unió (Kíev): al programa de llargmetratges.